# 桑庞
桑庞（法語：Sampans，法語發音：[sɑ̃pɑ̃]）是法国汝拉省的一个市镇，属于多勒区。

## 地理
桑庞（47°7'33"N, 5°27'25"E）面积7.58 平方千米，位于法国勃艮第-弗朗什-孔泰大區汝拉省，该省份为法国东部内陆省份，北起上索恩省，西北接科多尔省，西临索恩-卢瓦尔省，南至安省，东与杜省和瑞士接壤。
与桑庞接壤的市镇（或旧市镇、城区）包括：比亚尔讷、比耶、弗拉热莱索克索讷、尚旺、多勒、茹村、莫尼耶尔。

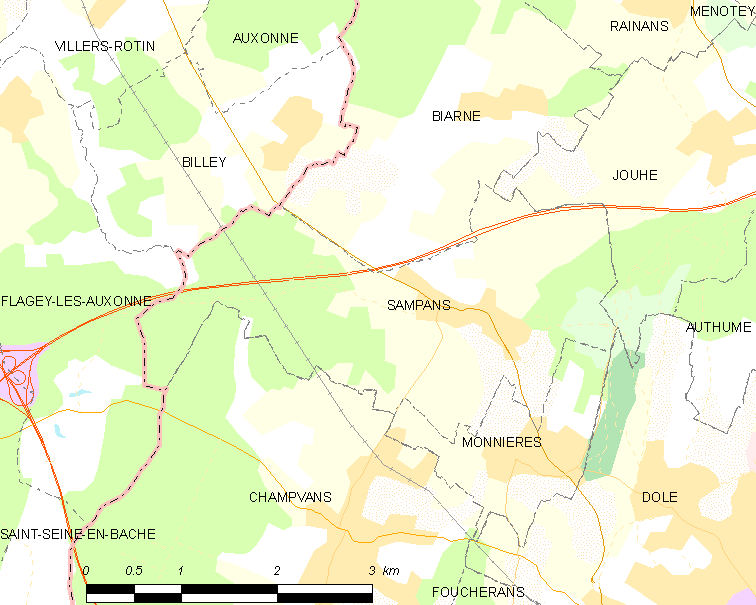
桑庞的OSM定位图

桑庞的时区为UTC+01:00、UTC+02:00（夏令时）。

## 行政
桑庞的邮政编码为39100，INSEE市镇编码为39501。

## 政治
桑庞所属的省级选区为多勒第一县。

## 人口

1962-2008年间桑庞人口变化图示

桑庞于2022年1月1日时的人口数量为1114人。